# 2025 w Wojsku Polskim
Kalendarium Wojska Polskiego 2025 – wydarzenia w Wojsku Polskim w roku 2025. W tym roku Siły Zbrojne Rzeczypospolitej Polskiej kontynuowały udział w misjach poza granicami kraju w ramach:
Polskiego Kontyngentu Wojskowego w Republice Libańskiej.
Polskiego Kontyngentu Wojskowego w szkoleniowej misji wojskowej Unii Europejskiej w Republice Środkowoafrykańskiej.
Polskiego Kontyngentu Wojskowego w operacji wojskowej Unii Europejskiej w Bośni i Hercegowinie.
Polskiego Kontyngentu Wojskowego w Siłach Międzynarodowych w Republice Kosowa i Republice Macedonii Północnej oraz w Bośni i Hercegowinie.
Polskiego Kontyngentu Wojskowego w ramach Dostosowanych Środków Wzmocnienia Organizacji Traktatu Północnoatlantyckiego dla Turcji, na terytorium Turcji, wschodnim akwenie Morza Śródziemnego oraz Morzu Czarnym.
Polskiego Kontyngentu Wojskowego w Republice Iraku, Jordańskim Królestwie Haszymidzkim, Państwie Katar oraz Państwie Kuwejt.
Polskiego Kontyngentu Wojskowego w składzie Wielonarodowej Brygady Południe-Wschód w Rumunii oraz Republice Bułgarii.
Polskiego Kontyngentu Wojskowego w operacji wojskowej Unii Europejskiej na Morzu Śródziemnym.
Polskiego Kontyngentu Wojskowego w składzie batalionowej grupy bojowej sił wzmocnionej Wysuniętej Obecności Organizacji Traktatu Północnoatlantyckiego w Republice Łotewskiej oraz Republice Estońskiej i Republice Litewskiej.

## Styczeń
1 stycznia
- Weszło w życie Rozporządzenie Ministra Obrony Narodowej z dnia 20 grudnia 2024 na podstawie którego dodatek za długoletnią służbę wojskową o charakterze stałym jest przyznawany już po dwóch latach służby wojskowej i jest zwiększany za każdy kolejny rok służby maksymalnie do 35% po 35 latach służby wojskowej[10].
- W strukturach Dowództwa Generalnego Rodzajów Sił Zbrojnych utworzono Inspektorat Wojsk Bezzałogowych Systemów Uzbrojenia. Odpowiedzialnym za nowy inspektorat będzie gen. bryg. Mirosław Bodnar[11].

2 stycznia
- Decyzją nr 6/MON Ministra Obrony Narodowej z dnia 2 stycznia 2025 wprowadzono znak specjalny "Za Zasługi dla Wojskowej Ochrony Przeciwpożarowej"[12].
- Decyzją nr 7/MON Ministra Obrony Narodowej z dnia 2 stycznia 2025 wprowadzono znak specjalny "Służby Weterynaryjnej Wojska Polskiego"[13].

9 stycznia
- Gen. dyw. Artur Kępczyński, Szef Inspektoratu Wsparcia SZ odwołany ze stanowiska. Czasowe pełnienie obowiązków na tym stanowisku powierzono gen. bryg. Piotrowi Wagnerowi[14].

23 stycznia
- Gen. bryg. Dariusz Mendrala nowym Szefem Inspektoratu Wsparcia Sił Zbrojnych[15].

29 stycznia
- Zmiana na stanowisku dowódcy 1 Mazurskiej Brygady Artylerii. Gen. bryg. Mariusz Majerski przekazał dowodzenie jednostką płk. Robertowi Matyskowi[16].
- Płk Dariusz Dejneka przekazał obowiązki dowódcy 10 Wrocławskiej Brygady Łączności. Nowym dowódcą został płk Dariusz Pawelec[17].

31 stycznia
- Pierwszy polski pilot wykonał lot na samolocie F-35 w amerykańskiej bazie lotniczej Gwardii Narodowej w stanie Arkansas[18].
- W ostatnim dniu stycznia z mundurem pożegnało się 2735 żołnierzy zawodowych, w tym: 15 generałów, 525 oficerów, 1288 podoficerów i 922 szeregowych[19].

## Luty
1 lutego

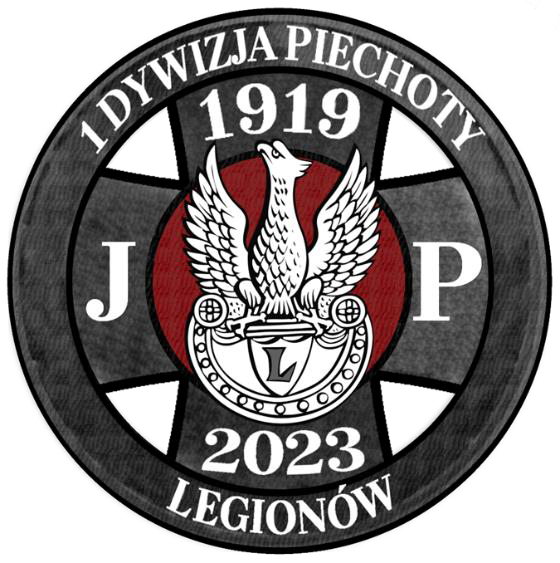
Odznaka pamiątkowa 1 DPLeg.

- Rozpoczęła się II zmiana operacji Bezpieczne Podlasie. Odpowiedzialność za nią przejęła 12 Dywizja Zmechanizowana, którą wspierają pododdziały 11 Dywizji Kawalerii Pancernej oraz Wojska Obrony Terytorialnej[20].

19 lutego
- Minister obrony narodowej ustanowił dzień 21 lutego świętem 1 Dywizji Piechoty Legionów (w rocznicę sformowania 1 Dywizji Legionów w 1919)[21].

## Marzec
6 marca
- 114 Batalion Lekkiej Piechoty 11 Małopolskiej Brygady Obrony Terytorialnej przejął dziedzictwo tradycji 1 Pułku Strzelców Podhalańskich Armii Krajowej, otrzymał nazwę wyróżniającą „Limanowski” oraz imię ppłk. Adama Stabrawy ps. „Borowy”[22].

18 marca
- Uroczystość przekazania obowiązków na stanowisku Dowódcy 2 Skrzydła Lotnictwa Taktycznego. Gen. bryg. pil. Tomasz Jatczak, który dalszą służbę będzie kontynuował w Dowództwie Generalnym RSZ przekazał je płk. pil. Norbertowi Chojnackiemu[23].

19 marca
- Nowym dowódcą 19 Lubelskiej Brygady Zmechanizowanej został płk Marcin Zawodniak[24].

24 marca
- Płk Renart Skrzypczak nowym dowódcą 1 Warszawskiej Brygady Pancernej[25].

## Kwiecień
1 kwietnia
- Pułkownik Wacław Samocik przejął obowiązki dowódcy 2 Brygady Zmechanizowanej [26].

## Maj
2 maja
- W Dniu Flagi Rzeczypospolitej Polskiej Prezydent Rzeczypospolitej Polskiej, Zwierzchnik Sił Zbrojnych RP Andrzej Duda, wręczył akty mianowania na stopnie generalskie 14 oficerom Wojska Polskiego[27]:

1. gen. dyw. Karolowi Dymanowskiemu, I Zastępcy Szefa Sztabu Generalnego WP na  stopień generała broni;
2. gen. dyw. Piotrowi Malinowskiemu, Zastępcy Dowódcy Połączonego Dowództwa Wsparcia JSEC w Ulm (Niemcy) na stopień generała broni;
3. gen. dyw. Sławomirowi Owczarkowi,  I Zastępcy Dowódcy Generalnego Rodzajów Sił Zbrojnych na stopień generała broni;
4. gen. bryg. Krzysztofowi Kociubie, Szefowi Sztabu Agencji Łączności i Informatyki NATO na stopień generała dywizji;
5. gen. bryg. Dariuszowi Mendrali, Szefowi Inspektoratu Wsparcia Sił Zbrojnych RP na stopień generała dywizji;
6. płk. Romanowi Brudło, Dowódcy 9. Braniewskiej Brygady Kawalerii Pancernej na stopień generała brygady;
7. płk.  Waldemarowi Gołębiowskiemu, Dowódcy 4. Skrzydła Lotnictwa Szkolnego na stopień generała brygady;
8. płk. Robertowi Matyskowi – Dowódcy 1. Mazurskiej Brygady Artylerii w Węgorzewie na stopień generała brygady;
9. płk. Andrzejowi Oleksie, Zastępcy Szefa Sztabu ds. Wsparcia Dowództwa Operacyjnego Rodzajów Sił Zbrojnych na stopień generała brygady;
10. płk Krzysztofowi Stobieckiemu, Radcy Ministra ds. Lotnictwa w Biurze Ministra Obrony Narodowej na stopień generała brygady;
11. płk Łukaszowi Andrzejewskiemu–Popow, Radcy Generalnemu Szefa Sztabu Generalnego WP na stopień generała brygady;
12. płk. Piotrowi Chodowcowi, Szefowi Zarządu Kierowania i Dowodzenia – P6 Sztabu Generalnego WP na stopień generała brygady;
13. płk Marcinowi Zawodniakowi, Dowódcy 19. Lubelskiej Brygady Zmechanizowanej na stopień generała brygady;
14. płk. Mirosławowi Spurkowi, Dowódcy 15. Giżyckiej Brygady Zmechanizowanej na stopień generała brygady.

27 maja
- Płk Krzysztof Orzech został nowym komendantem Centrum Przygotowań do Misji Zagranicznych w Kielcach[28].

29 maja
- Decyzją nr 68/MON Ministra Obrony Narodowej z dnia 28 maja 2025 wprowadzono oznakę specjaną oraz znak specjalny sędziów sądów wojskowych [29].

## Czerwiec
18 czerwca
- Ukazało się postanowienie Prezydenta RP Andrzeja Dudy o użyciu Polskiego Kontyngentu Wojskowego w składzie Stałego Zespołu Sił Obrony Przeciwminowej Organizacji Traktatu Północnoatlantyckiego - Grupa 1 w działaniach na Morzu Bałtyckim. Kontyngent będzie liczył do 32 żołnierzy. Działał będzie od w okresie od dnia 1 lipca 2025 r. do dnia 31 grudnia 2025 r. na terenie Morza Bałtyckiego[30].

24 czerwca
- Decyzją nr 77/MON Ministra Obrony Narodowej z dnia 24 czerwca 2025 wprowadzono znak specjalny Konwentu Dziekanów Korpusu Podoficerów Zawodowych[31].
- Decyzją nr 79/MON Ministra Obrony Narodowej z dnia 24 czerwca 2025 wprowadzono znak specjalny Konwentu Dziekanów Korpusu Szeregowych Zawodowych[32].

## Lipiec
1 lipca
- Gen. bryg. Michał Strzelecki, dotychczasowy dowódca 6 Brygady Powietrznodesantowej został wyznaczony na stanowisko dowódcy Komponentu Wojsk Specjalnych[33].

9 lipca
- 18 Brygada Artylerii w Nowej Dębie przyjęła i z honorem kultywuje dziedzictwo tradycji między innymi 18 Pułku Artylerii Lekkiej, otrzymała imię płk. Witolda Sztarka, a dzień 6 czerwca został ustanowiony świętem jednostki[34].
- Prezydent RP Andrzej Duda swoimi postanowieniami zatwierdził decyzje Ministra Obrony Narodowej dotyczące użycia oddziałów i pododdziałów Sił Zbrojnych RP do pomocy Straży Granicznej na polsko-litewskim i polsko-niemieckim odcinku granicy państwowej[35][36].

17 lipca
- Podczas uroczystości z udziałem Ministra Obrony Narodowej, płk Piotr Bieniek przejął obowiązki dowódcy 6 Brygady Powietrznodesantowej[37].

18 lipca
- 16 Brygada Zmotoryzowana w Załuskach k. Nidzicy przejęła i z honorem kultywuje dziedzictwo tradycji oddziałów i pododdziałów 16 Pomorskiej Dywizji Piechoty, przyjęła nazwę wyróżniającą „Nidzicka”, otrzymała imię gen. dyw. Zygmunta Bohusz-Szyszko, a swoje święto będzie obchodzić 22 września, w rocznicę wręczenia sztandarów 64, 65 i 66 pułkom piechoty oraz trąbki 16 pułkowi artylerii polowej na błoniach Grudziądza w 1929[38].
- 34. Śląski Dywizjon Rakietowy Obrony Powietrznej otrzymał imię gen. bryg. Jana Andrzeja Jagmin-Sadowskiego[39].
- 124 Batalion Lekkiej Piechoty 12 Wielkopolskiej Brygady Obrony Terytorialnej przejął dziedzictwo tradycji między innymi Okręgu Poznańskiego AK oraz otrzymał imię mjr. Stefana Chosłowskiego[40].

21 lipca
- Wprowadzono odznakę pamiątkową oraz oznakę rozpoznawczą Ordynariatu Polowego[41].

24 lipca
- Decyzją Nr 106/MON Ministra Obrony Narodowej z dnia 24 lipca 2025 ustanowiono Święto Organów Przedstawicielskich Żołnierzy Zawodowych, które będzie obchodzone w dniu 12 kwietnia[42].
- Decyzją Nr 105/MON Ministra Obrony Narodowej z dnia 24 lipca 2025 1 batalion saperów w Augustowie przejął dziedzictwo tradycji 11 szwadronu pionierów, przyjął nazwę wyróżniającą „Augustowski”, otrzymał imię gen. dyw. Ignacego Prądzyńskiego, a swoje święto obchodzić będzie 16 kwietnia[43].

25 lipca
- Płk Mariusz Czeczko został nowym dowódcą 3 Warszawskiej Brygady Rakietowej Obrony Powietrznej[44].

30 lipca
- 16 Dywizja Zmechanizowana przejęła dowodzenie nad III zmianą operacji „Bezpieczne Podlasie”[45].

## Sierpień
4 sierpnia
- Gen. bryg. Mirosław Polakow objął stanowisko zastępcy szefa sztabu Sojuszniczego Dowództwa Operacyjnego (SHAPE)[46].

6 sierpnia
- Prezydent RP Karol Nawrocki przyjął zwierzchnictwo na Siłami Zbrojnymi RP[47].

14 sierpnia
- Z okazji Święta Wojska Polskiego Prezydent Rzeczypospolitej Polskiej, Zwierzchnik Sił Zbrojnych RP Karol Nawrocki, wręczył akty mianowania na stopnie generalskie niżej wymienionym oficerom Wojska Polskiego[48]:

1. gen. dyw. Maciejowi Kliszowi, Dowódcy Operacyjnemu Rodzajów Sił Zbrojnych na stopień generała broni;
2. gen. bryg. Mirosławowi Polakowowi,  Zastępcy Szefa Sztabu Naczelnego Dowództwa Sojuszniczych Sił w Europie (SHAPE) na stopień generała dywizji;
3. gen. bryg. Adamowi Rzeczkowskiemu, Dyrektorowi Departamentu Zwierzchnictwa nad Siłami Zbrojnymi BBN na stopień generała dywizji;
4. gen. bryg. Krzysztofowi Zielskiemu, Zastępcy Szefa Sztabu Generalnego Wojska Polskiego na stopień generała dywizji;
5. płk. Norbertowi Chojnackiemu, Dowódcy 2 Skrzydła Lotnictwa Taktycznego na stopień generała brygady;
6. płk. Mariuszowi Kubarkowi, Zastępcy Dyrektora Centrum Operacyjnego MON na stopień generała brygady;
7. płk. Mieczysławowi Malcowi, Szefowi Pionu Operacyjnego ds. NATO – Zastępcy Polskiego Przedstawiciela Wojskowego przy Komitetach Wojskowych NATO i UE na stopień generała brygady;
8. płk. Wacławowi Samocikowi, Dowódcy 2 Brygady Zmechanizowanej na stopień generała brygady.

15 sierpnia
- Z okazji Święta Wojska Polskiego odbyła się defilada wojskowa w Warszawie i po raz pierwszy parada morska w pobliżu Helu. Wzięło w nich udział ponad 4 000 żołnierzy, 300 jednostek sprzętu, niemal 50 statków powietrznych oraz 20 okrętów[49].